# Egelenburg
Egelenburg is een woonflat in Amsterdam-Buitenveldert. Het is een van de vier - naar kastelen vernoemde - flats aan de Van Nijenrodeweg. De andere flats zijn Cronenburg, Nijenburg en Assumburg. Het hoogste gedeelte van de flat heeft 12 etages. De flat werd gebouwd in de jaren 60 van de twintigste eeuw.
De flat is opgebouwd uit twee delen. Het hoogste gedeelte reikt van de nummers 4 - 152. Het andere gedeelte van de flat ligt dwars op de Van Nijenrodeweg. In dit gedeelte zijn ook twee bedrijven gevestigd. In dit gedeelte zijn minder woonhuizen.
Egelenburg ligt aan de Van Nijenrodeweg, een grote zijweg van de Buitenveldertselaan. De Van Nijenrodeweg geen eigen halte van tramlijn 5 en 25, maar halte Van Boshuizenstraat ligt redelijk dichtbij.
De Egelenburg staat bekend om het grote aantal oudere mensen dat in de flat woont. Het complex heeft een eigen parkeerplaats vóór en achter de flat, en er staan ongeveer 20 garages, waarin sommige bewoners van de flat hun auto hebben staan. Egelenburg is een flat zonder galerijen. De woonhuizen zijn via ruimtes binnenin de flat bereikbaar met deuren. In de flat bevinden zich twee liften, één lift gaat naar de oneven (1-3-5-7-9-11) etages, één lift naar de even (2-4-6-8-10-12) etages.

## Naam
De flat is vernoemd naar de buitenplaats Egelenburg in Heiloo.